# Henri Nestlé

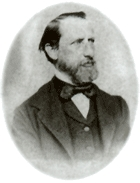
Henri Nestlé

Henri Nestlé (ur. 10 sierpnia 1814 we Frankfurcie nad Menem, Niemcy, zm. 7 lipca 1890 w Glion, Szwajcaria) – niemiecki aptekarz i założyciel jednej z największych korporacji zajmującej się przetwarzaniem, obróbką i produkcją żywności: Nestlé. Stworzył również mleko skondensowane, które miało stanowić pożywkę dla dzieci, które nie mogły być karmione piersią.